# Hammond-orgona

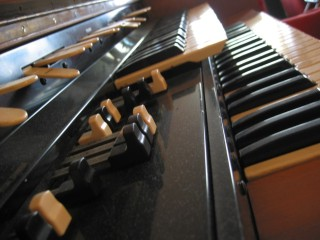
Hammond L-100

A Hammond-orgona egy amerikai feltaláló, Laurens Hammond (1895. január 11. – 1973. július 3.) által 1933-ban tervezett és megépített elektro-mechanikus hangszer, melyet 1934. január 19-én szabadalmaztatott.
Csendes elektromos szinkronmotor forgat szinuszevolvens fogprofillal ellátott lágyvas kerekeket. A 91 db hangkerék (C-F#) mögött 1-1 mágneses hangszedő helyezkedik el. Az elektromos gitárhoz hasonlóan generált hang több kilométernyi bonyolult huzalozáson és kapcsolórendszeren át jut egy egyszerű elektroncsöves előerősítőbe, majd onnan rendszerint egy külső aktív hangsugárzóba. A hangkeltés ezáltal teljesen mechanikus, minimális elektronikával közbeiktatottan. A hangszer lényege annyira bevált, hogy gyakorlatilag kis korrekciókkal gyártották 1935 és 1975 között. Kialakítása azóta is mintául szolgál sok hasonló elektromos, elektronikus orgonának. Az eredeti koncepció az volt, hogy az orgonákat templomoknak adják el, olcsó alternatívát kínálva a sípos orgonával szemben. Hamar elterjedt az akkori szalonzenében is, ill. iskolákban, klubokban, stadionokban, polgári otthonokban. Később, az ötvenes években népszerűvé vált a jazzben, bluesban, gospelben, majd az 1960-as évektől a pop- és rockzenében is.

## Típustörténet
1935. június: Az első „A” típus már kiforrott technikai, formai megoldásokat tartalmazott egy lehetőség szerinti viszonylag kompakt méretben. (2×5+2 oktáv, 4×9+2 húzóregiszter, hangszín/presetváltó oktávnyi inverz színezésű kapcsolóbillentyűzet, kilences billentyűérintkezők, huzalozások, tremoló) Forma: kissé zongoraszerű orgonaszekrény négy elegáns esztergált lábon. Gyakorlatilag megegyezik a későbbi „B” megjelenésével.
1936. december: A következő „B”, „C” típusok 15 cm-rel mélyebbek, nehezebbek lettek. A hangszert némi kritika érte a túl direkt szúrós, egyenes hangjáért. Elhelyeztek ezért egy külön második, feles méretű hanggenerátort, amit kissé elhangoltak az eredetihez képest, ezáltal létrehoztak egy lágyabb, lebegő, kórushang effektet, mint pl. a tangóharmonikákon. BC, D (=CC) Külön, egy másik szinkronmotor felelt a meghajtásért. A billentyűzet szabályozható feszességű tekercsrugók helyett egyszerűbb laprugókat kapott, mely a gyártási időszak végéig megmaradt.
Új forma: a templomi sípos orgonák mintájára felül ferde fedlapos, alul ívelt, tömör oldallapokon álló C (church) orgonaszekrény.
1937. július: „E” modell, a klasszikus orgonaművek eljátszására megnövelt játékfelület „C” jellegű Tudor oldalmintázatú szekrényben. A kompakt 25 sugaras pedál helyett 32 konkáv basszuspedálrendszer, külön hangerő és tremolószabályozás manuálonként, külön választható pedál hangszínek.
1938: Kis széria az önműködően játszó Hammond orgonából a „BA” típus. Lyukkártya vezérlés, sűrített levegős meghajtás.
1941. június: Az USA-val egyetemben a Hammond is hadba lép. A „G” típus gyakorlatilag díszítetlen külsejű „C” modell, erős oldalsó hordozófülekkel frontszolgálatra. Európa irányába ugyanez „K” néven.
1945. szeptember: „BV”, „CV” modellek. A háború előtti típusok gyártásának felhagyása. Megjelenik a mechanikus vibrátószkenner. 3×2 fajta vibrátó választható ki hat állású forgókapcsolóval. Elmarad a gyengébb hatású termuláns szkenner és a méretes, nehéz kórusgenerátor a motorjával. Kissé egyszerűbb lesz a „B” típus esztergált lába. Az éles szélű (hard edge) waterfall billentyűzetet felváltották a kerekítetteb szélű, barátságosabb (smooth edge) billentyűzettel.
1948: „M” modell. Az első széles rétegeknek tervezett kis, kompakt kialakítású hangszer, csökkentett hangzásbeli és műszaki tartalommal. 2×3.5+1 oktáv, 8+9+1 húzóregiszter, beépített végerősítő hangszóróval. Formailag a szekrényes/lábas pianínók világa kisebb magassággal.
1949. július: Az „RT” típussal ismét gyártanak megnövelt méretű 32-es pedálos orgonát. A lábbasszushoz külön monofonikus basszusszintetizátor tartozik. Egyebekben azonos a „CV” típussal.
1949. december: „B2”, „C2”, „M2”, „RT2” modellek. A vibrátó billentyűzetenként választható, szelektív lett. Egy soft kapcsolóval halkabb, puhább hangzás érhető el. A hangerőszabályozás forgókondenzátorszerű alkatrésszel folyamatos hangszínváltóvá válik. (swell)
1954: könnyen húzható regiszterek (smooth drawbars) folyamatos hangerőváltással a korábbi léptetőjelleg (step drawbars) helyett.
1955. január: „B3” (3 árnyalat: dió, cseresznye, juhar), „C3” (3 árnyalat), „M3” (2 árnyalat/forma), „RT3” (2 árnyalat) modellek. A kiforrott hangzású etalon hangszerek. Monofón burkológörbe-generátor használatával lecsengő perkusszív hangzás = Percussion. Modernebb elektroncsövek alkalmazása. A B3 szekrénynél az íves billentyűfedél helyett lépcsős, lécbetétes alkalmazása.
1959: „A100” és altípusai. Újból elővették az „A” típusazonosítót, utalva hogy ismét a kevésbé mély szekrénybe sikerült építeniük konzol orgonát. A nagy „B”, „C” modellek kompaktabb szekrénybe építése saját hangrendszerrel, zengetővel. Az altípusokkal bevezetik az azonos műszaki tartalom melletti eltérő megjelenési stílusok számozását. A100 (3 árnyalat)- 101 (3 árnyalat)- 102 (2 árnyalat)- 105- 122- 143. A C3-Rt3 típus szekrénye oldaldíszítés nélkül készül. A fa billentyűzáró idomokat fekete bakelitre cserélik, a vibrátó kiválasztó gomb a sima oldalú helyett barázdált (fluted) lett, a billentyűk kábelkorbácsa textil helyett élénk színű PVC szigetelésűre változott, a vibrátó késleltető áramkör (shift line) kisebb, kompaktabb méretű lett.
1960. február 12.: Laurens Hammond visszavonul az üzem vezetéséből, nyugdíjba megy.
1961: „L100”, „M100” és altípusai. Újfajta konzolosan túlnyúló, vágott billentyűzet, nyelvkapcsolók, gazdaságosabb kialakítások. Az „L” típusnál elektronikus vibrátó a mechanikus helyett és megjelenik egy újfajta, indítómotort nem igénylő kerek főmotor.
A további állomások már nem tartalmaznak előrelépést a hangszerrel kapcsolatban, művészi használatuk a zenei irodalomban nem jellemző.
1962: Az A0-35 zengetőerősítő egyszerűbb lesz, egy tranzisztort kap és A0-44 az új típusneve. Új előfok transzformátort alkalmaznak.
1963: „G” modell. Megnövelt hangterjedelmű generátor, külön 2 m-es szekrényben bonyolult elektronika. Sípos koncertorgonák kiváltására egy újabb kísérlet. További klasszikus imitáció a „D100”, amely az „RT3” típus beépített hangrendszerű változata. A textilszigetelésű vezetékek véglegesen PVC szigetelésűek lesznek. Év végén a billentyűkontaktok filces porvédelme helyett öntapadó szivacscsík kerül (foam), melynek élettartama letelt és morzsolódás által káros a billentyűkontaktok hajszáldrótozására.
1965. június: „E”, „H” és „X” modellek. Az E100-300 típus szkennervibrátós, csökkentett mechanikus műszaki tartalmú, félvezetős elektronikával kibővített nagy csöves orgona. A „H100-300” típus a végső állomás amit egy elektromechanikus orgonába beépíthettek. 95 hangkerekes, hármas szkennervibrátorral, sztereó csöves erősítővel, egyéb félvezetős hangzáskiegészítő szintetizátorral. (dobgép, „harp” lecsengő szintetizátor, pedál „sustain”) Elvileg a „B4” lett volna. Az „X66” különlegesen modern megjelenésű, mindössze egy oktávnyi mechanikus hangkeltésű, túlnyomórészt elektronikus orgona, az első teljesen félvezetős kapcsolással. Minden mechanikus hanggenerátor ezévtől a papír kondenzátoros (vax cap) mélyhang-csillapítás helyett hosszabb stabilabb élettartamú vörös kondenzátort kapott (red cap), valamint egy plusz oktávot is megszűrtek a 49. hang alatt. A billentyűkontaktok nyomólemezét műanyagra cserélik.
Az „A100” típusok gyártásával Amerikában év végén leállnak, kivéve az 1973-igy gyártott C3-as szekrénybe épített A105-tel. Európában az A100 típusokat tovább gyártják kissé eltérő szekrényben.
1967: „X77”. Visszatérés a teljes mechanikus hanggeneráláshoz, szintén 95 kerékkel, tisztán tranzisztoros kapcsolással mechanikus vibrátó nélkül. Megvásárolják a Leslie céget és ez az első orgona, ahol Leslie-vel együtt kínálják a hangszert.
1968: „T100-500”, „R100” sorozat. A „T” a kis „L”, „M” orgonák tranzisztoros erősítésű változata, ahol megjelenik egy kompakt hangterelős Leslie is a belső hangrendszerben. Az „R100” széria az „E100” félvezetős megfelelője, szintén kompakt belső rotosonic (hangszóróforgatós) leslie-vel. Az „M100” típusokkal leállnak.
1969: Leáll a „D100”, „E100” típusok gyártása. A B3 orgonák fa furnérozásának technológiáját egyszerűsítik az íves részek külön részre bontásával.
1972: Leáll az „L100” orgonák gyártása.
A hatvanas évek végétől folyamatosan jelentek meg a teljesen elektronikus, lényegesen intelligensebb orgonák sok extra szolgáltatással mint az Aurora, Concorde, Elegante, Grandee, „B100-400”, „B3000”, azonban ezek hangzása már nem inspirálta az előadóművészeket.
1973. július 3.: Laurens Hammond eltávozik az élők sorából.
1974. december: A mechanikus hangkeltésű orgonák alkatrészgyártásának leállítása.
1975. május: Kifut az utolsó csöves elektromechanikus „B3-as” orgona.
Gyártottak elektromechanikus Hammondot Chicagon kívül is. Kanadában a háború előtt Northern Hammond néven a Northern Electric Company, vagy Angliában Boosey and Hawkes cég. Európában tovább készítették az Amerikában már korábban beszüntetett típusokat egészen 1975-ig, pl. „A100”, „E100”. A gyártás inkább összeszerelés jellegű volt az Amerikából érkező fődarabok (mechanika, erősítő, kábelkorbácsok) felhasználásával és a helyben gyártott kissé eltérő orgonaszekrénybe való beépítéssel.
Anglia (Messrs. Boosey & Hawkes, majd Hammond (U.K.) LTD., London): A100, A102, B3, C3, E100, H100, L100, M102, X66, X77, T100, R100.
Belgium: (Hammond Organ Europe, Antwerpen)  A162 billentyűfedéllel, pedal sustainnel, M100, L100P.
Németországban (Deutsche Hammond Instrument G.m.b.h., Hamburg) minden orgona billentyűfedéllel: A100 (C3 jellegű formában), E100 , H100 , HX100, M2, M3 (C3 jellegű formában), M100, L100, T100.
Dánia (Brödr. Jörgensen - Copenhagen): A100 német szekrénybe, (L)P100, T100, R100,
Dél Afrika (Hammond Organ SA. (PTY.) LTD.): A105
A nyolcvanas években a húzóregiszteres tranzisztoros analóg Hammond orgona elveszítette a jelentőségét a modern szintetizátorok megjelenésével, a gyártást áthelyezték Ausztráliába, Európába, Japánba. A B100, B250, B3000... helyett a Korg BX3, CX3 vált elterjedtté, amely megpecsételte a termékek sorsát. Számtalan európai gyártó is hasonló húzóregiszteres orgonatípust kínált, pl. DrBöhm, Crumar, Elka, Farfisa, Firstman, Gulbransen, Pari, Roland, Vermona, Vox, Wersi, Yamaha.
1984: kijön a B-400 típus. Az első teljes MIDI vezérléssel ellátott spinet jellegű orgona.
1986: Super-B. A korábbi nagy konzolorgonák hasonló felületét nyújtja midis, digitális kivitelben. További típusok: SX, CX egyben komplex szintetizátorhangzást is tartalmaznak, kísérettel.
A 90-es évektől napjainkig különböző cégek (Roland, Korg, Hammond–Suzuki, Viscount, Clavia, Key-B, Wersi stb.) digitális Hammond-klónokat kezdtek gyártani, amelyekre nagy a kereslet a jóval alacsonyabb ár, a megbízhatóság és főként a szállíthatóság miatt. Ennek ellenére az "igazi" Hammondok még mindig roppant népszerűek. Tízezrek állnak napi használatban. A hangszer rajongói, művelői egyetértenek abban, hogy hangban, billentyűzetben az igazi maradéktalanul nem helyettesíthető a klónokkal.
1991: A Suzuki hangszergyártó része megvásárolja a Hammondot és új alapokra helyezi a hangszergyártást. „XB2”, „XM2” egy új, népszerű, kisméretű, immár digitális orgona néhol jelentős, néhol hiányos szolgáltatással.
Alternatíva: Viscount D9, Voce V3, Yamaha CVS, Wersi Spectra, Rhodes/Roland VK1000, Orla DE-KX, Tokai TX
Fix presetes modulok: EMU B3, Hammond GM-1000, Peavey Spectrum, Voce Micro-B.
1993: XB5, ami kétmanuálos XB2.
1994: XB3, az első komplett B3 emuláció.
1997: XB1, XB3, XB5, XK2, XE1-2. Újragondolt, komplettebb szolgáltatásokat nyújtó hangszerek élethűbb megszólalással, jobb kezelhetőséggel.
Ekkor jelenik meg a Roland VK7 az első fizikai modellezésű klónjával, melyet követ a kétmanuálos VK77, majd VK8-88, VR760, Orla GT, Voce V5, Viscount/Oberheim DB/OB 3-5, Wersi OX7, amelyek a Hamond-Suzukival ellentétben teljes polifóniával rendelkeznek, gyakran precízebb hangkeltéssel, megszólalással.
Kijön a PC alapon futó Hammond modellezésű program, a Native Instrument B4, amely szolgáltatásaival és hangminőségben túlmutat az addig megjelent digitális hangszerek élethűségén. Ezáltal rohamosan elterjednek a 9 húzóregiszteres MIDI billentyűzetek.
A legjelentősebb midibillentyűzet gyártó cég, az olasz Studiologic megkezdi a Hammond waterfall billentyűzetek precíz másolatának árusítását TP80 megnevezéssel. A továbbiakban szinte minden klón ezzel van szerelve. Saját nevű típusa a VMK-161, csak vezérlés funkcióval, kifejezetten PC-s programokhoz.
A Doepfer D3c is a kétmanuálos orgonálást segítő midis játékfelület.
2001: A Clavia bemutatja a Nord Electro főként Hammond orgona utánzásra fejlesztett egymanuálos hangszerét, mellyel a kompaktságában új fejezetet nyitott. A KORG kihozta a két regisztercsoporttal rendelkező CX3-egymanuálos és a BX3-kétmanuálos hangszerek eredetihez hasonló játékfelülettel.
2002: A Hammond–Suzuki is végül a fizikai modellezésre tér át. A New B3, C3, Porta, Ultimo maximálisan próbálja alkalmazni a digitális technika mellett a hagyományosabb alkatrészeket igen nagy sikerrel. Csöves előerősítés, billentyűnkénti 10 érintkező. Megjelenésre, játékfelületre az eredetivel megtévesztően azonos kivitel.
A részleteiben is minőségi hangképzésben újabb generációváltás következett be. Ez az első digitális típus, mely több-kevesebb sikerrel kiküszöbölte a korábbi eredeti és klónváltozatok kritikával illetett hiányosságait.
További típusok gazdaságosabb árban, hangban: az inverz persetbillentyűs, két húzóregiszterkészletes XK3+XLK-3 alsó billentyűzet, M44 és az alapkészletes XK1, XM1 széria.
Az évek során a B4-re alapozva sok Fatar MIDI billentyűzetet, Böhm húzóregisztereket és PC-t építenek egybe házilag főleg Németországban, ezzel előrevetítve a PC alapú hangszerek létrejöttét.
Rövid életű igényes modell a Creamware B4000 modul.
2007: A Pari (BG's Musical Instruments) újraindítja a teljesen Hammond hangkeltésen alapuló (mechanikus hanggenerátor, scannervibrátő, csöves erősítés) PARI.E New K-61 típusának gyártását jóval kisebb súlyban (45 kg) autentikus felülettel, midizhetően. Az XK-3c szelektív vibrátót kap, kiegészítik egyéb funkciókkal. Kínai eredetű waterfall billentyűzet is létezik már, mely elmarad az olasztól.
További alternatívák: Nord C1 saját, de a Key-B/Diversi Solo-Duo, Hamichord (BG's) PC alapú kiváló és megfizethetőbb árú klón hangszerek a new B3-hoz hasonló minőségű szolgáltatásokkal. Aktuális Hammond szoftverek: B4II, VB3.

május: Tehtube's B3. EMU samplerre programozott B3 presetek sok B3 szolgáltatással.

A kísérőautomatikás beépített hangszórós szintetizátorokon is egyre elterjedtebben alkalmazzák a húzóregisztereket többnyire a nagyméretű középső kijelző alatt: Roland E-80, G-70, Korg PX...
2009: Váratlanul új típussal rukkolt ki a Clavia: Nord C2 Kiegészített C1, annak jelentősebb hiányosságainak kijavításával.

A Nord Electro is már a 3. szériánál tart. A Roland új komplex típusa a VR-700, VK8 alapon.
2010: A Studiologic Numaorgan nevű új midibillentyűzete újragondolt kezelőfelülettel, inverz preset oktávval, immáron beépített hangkeltéssel rendelkezik. A Hamichord a tökéletes B3 felület mellett észszerűsítette a hangszert azzal hogy a benne lévő PC-t, kihúzható rackes változattal szereli. Továbbá kinézetre B3-hoz hasonló esztergált lábakkal diófa szekrénnyel paddal kínálja. Egyszerűsített változata a Crumar MOJO kétmauálos orgona billentyűsoronként 1-1 húzóregiszterkészlettel. Felváltja a fullos Hamichord orgonát.
2011. június: Kijön az új Hammond SK-1, SK-2 komplex orgona és szintetizátor. A korábbi XK orgonák hangjai mellé sokféle zongora, szintetizátor hangzás is jelen van a hangszerekben. Ezáltal lényegesen kibővült a felhasználhatósági köre. A belső tudás bővítése jelentős árcsökkentéssel és súlycsökkentéssel járt. Az egymanuálos 7 kg, míg a kétmanuálos SK-2 változat mindössze 15 kg-os lett!
A Key-B újratervezte az orgonáját, megkapta az inverz presetbillentyűket.
2012. január: A Clavia is alkalmazza már a húzóregisztereket. Komplett 9-9-2-9-9 húzóregiszteres B3 felülettel látja el legújabb kétmanuálos orgonáját C2D néven, márciusban bemutatta az egymanuálos Electro változatot, a 4D-t, egy húzóregiszter készlettel.
2013. április: A Studiologic kihozza Joey DeFrancesco közreműködésével fejlesztett NumaOrgan 5+1 presetoktávos hangszert. A Hammond SK-1 hosszított 73 és 88 billentyűs változata jelenik meg a szélesebb körű univerzális használhatóság jegyében.
2013. október: Hammond XK-1c típus az SK egyéb hangjaitól megszabadított változata, a Leslie effektet már külön effektdobozban is elérhetővé tették. A Hamichord M-C3 típus és az elektromechanikus PARI orgona gyártásával leállnak. Új fejlesztésként kijön a Key-B típus egy-Solo és Duo-kétmanuálos változataival, mely fejlesztésénél Joey DeFrancesco is közreműködik.
2014. január. A hangszer 80. évfordulójára az XK-3c-ből kihoztak A-162 néven egy saját hangrendszeres változatot 25-ös basszuspedállal. A brazil Tokai TX-5 Classic két húzóregiszter készletes orgona az XK3-hoz hasonlóan alsó manuált kap TX-5LM néven.
2014. Autentikus fedélzeti felülettel kijön a prágai székhelyű MAG Custom Organ a német Keyboard Partner HX3 orgonamodul és szintén német Ventilator lezlieffekt egy olasz gyártású dobozba beépítésével.  Egymanuálos változatban a MAG CF-1, UC-1, kétmanuálosban a MAG P-2, C-2.
2015. A Clavia egymanuálos hangszere multitimbrális lett az orgonán kívüli hangokkal és továbbfejlesztett hangú. Nord Electro 5D a neve. A Crumar egymanuálos orgonát is gyárt MOJO61 néven, továbbá hozzáilleszthető alsó billentyűzetet. A Roland BK-9 néven húzóregiszteres mindenes szintetizátort dobott a piacra.
2016 április. A Hammond kihozza az XK-5 egymanuálos, presetbillentyűs orgonáját és alsó manuálként az XLK-5-öt. Komplett 9-9-2-9-9 húzóregiszteres B3 felület, a billentyűk alatt három független (Yamaha digitális zongora) érintkező, lényegesen dinamikusabb hangzás. Autentikus esztergált lábas állvány és pad is tartozéka lehet.
2017: A Viscount és a Key-B közös típussorozatot hoz ki, a Legend szériát. A Solo egymanuálos két drawbarkészletes, a Legend Live kétmanuálos 4 drawbarkészletes és a Legend kétmanuálos 4 drawbarkészletes, presetoktávos, a Legend Classic az előző, de B3 jellegű faszekrénybe csomagolt változatú hangszer. Egy fekete, szignós alváltozatánál Joey DeFrancesco 3 orgonája van bemintázva a kiválasztható 11 orgonakészletből. Operációs rendszere frissíthető.
2018. január. A Hammond kihozza az SK-X kétmanuálos, egyéb hangokat is tudó orgonáját, manuálonként egy drawbarkészlettel és basszusdrawbarokkal. A Nord Electro a 6-os sorozatánál tart. A Dexibell Combo J7 típusa 6 oktávos és motoros drawbarokkal ugrik a beállításokhoz a keverőpultokhoz hasonlóan. A KORG újraalkotja a VOX Combo orgonát 61 és 73 billentyűs változatban, mely hammondos szolgáltatásokat is nyúlt. 9 drawbarja nyolcsoros érintőegység, ujjérintéssel szabályozható.
2019 szeptember. A Hammond új A-3 elnevezéssel altípust hoz ki. Az XK-5 orgonát egybeszekrénybe helyezi klasszikus módon. Mélysége kisebb mint a B3-é, megegyezik az A modellével, vagy az A100-asokéval, ezért ez a neve. Továbbá letölthető az általuk készített IK Multimédia B3-X orgonaszoftver.
2020 március. A Crumar megújította a kínálatát az élethűbb felülettel bíró MOJO Classic kétmanuálos orgonájával és Desktop moduljával. A Studiologic kihozza a Numaorgan 2 továbbfejlesztett 5+1 oktávos orgonáját.
2020 december. A Yamaha kihozza az YC (61-73) billentyűs Hammond orgonafelületet is tartalmazó multiinstrumentális szintetizátorát.
2021 január. A Hammond SK-PRO néven új, kibővített szintetizátor egységgel ellátott orgona-szintetizátort mutatott be 61 és 73 billentyűs változatban az XK5 típus triplaérintkezős billentyűzetével. A Clavia váratlanul befejezi a C2d kétmanuálos orgona gyártását. A német HX3 orgonamodul sok további szolgáltatással frissül HX3.5 típusra.
2021 április. a GSI a VB3 orgonaprogramját kihozza VB3m néven Android és iOs mobiltelefonokra, megteremtve a telefon akár professzionális felhasználását Hammond orgonailag. Új számítógépes szerkesztő a HX3.5 modulhoz, mely segítségével korábban sosem látott részletekbe menően lehet beállítani az elektromechanikus orgona szimulációjának legapróbb részleteit. (csövek állapota, tapering)
2022 január. A Hammond kihozza az SKX-PRO kétmanuálos, 3 érintkezős orgona, szintetizátort.
2023 február. A Viscount kihozza a Soul orgonatípusát 261 és 273 azonosítókkal, melyek 5 ill. 6 toktávosak az inverz oktávval. Különlegessége a virtuális 9 érintkező billentyűzetenként hasonlóan az eredeti Hammond A, B, C... orgonákhoz. Mechanikus kontaktus helyett mágneses szenzorral figyelt a billentyűzet lenyomott helyzete a hangérintkezések indításához. Sok továbbfejlesztett kiegészítő szolgáltatást nyújt az effektek, egyéb tranzisztoros és sípos orgonák terén.
2023 április. A Hammond kihozza XK-4 néven a 3 érintkezős, egymanuálos, ötoktávios, egy drawbar-készletes könnyű változatát az XK5-nek.
2023 szeptember. A Hammond kihoz M-Solo néven egy négyoktávos orgonát 3 érintkezős (virtual multi contact), melyben egyéb tranzisztoros orgonák, szintetizátor hangszínek is vannak. A Studiologic cégnél a Numaorgan(2) gyártását befejezték. 
2024 február, Legend Soul orgonák OS frissítése sok hangzásbeli fejlesztéssel. Szeptember, Yamaha YC orgonák új OS, H4 orgona és rotary modellel lényegesen jobb hangminőségben.  
2025 január. A Clavia bemutatott hosszabb kihagyás után egy új kétmanuálos, full B3 felületű orgonát Nord Organ 3 néven, melynek billentyűzete 3 kontaktos. Ugyanekkor a Viscount bemutatta a Legend ONE egymanuálos multiinstrumentális orgonát és a Roland a V-Stage drawbaros, nyolcoktávos mindenes szintetizátorát. Várhatóan májusban kerülnek forgalomba. Ugyanezen év márciusában a Legend Soul orgonák ONE alapú frissítést kaptak.
2025 június. A Crumar megjelentette a Sorrento elnevezésű deklaráltan spinet orgonáját. Kialakítása: kétszer négy oktáv eltolva, egymás fölé lógó szintetizátor billentyűzettel.

## Történelem
Laurens Hammond, amerikai feltaláló első orgonája 1935-ben jelent meg, amely a 'Model A' elnevezést kapta. Sok más típus jelent meg a következő 20 évben, de egyikük sem volt olyan közismert és széles körben használt, mint az 1955-ben megjelent típusok: A Hammond B3, C3, Rt3, és a kis M3. Az 1959-ben megjelent Hammond A-100-assal együtt ez a három orgona belső mechanikájában, hangjában megegyező, csupán külsejükben van eltérés. A hangszer a popkultúrában az 1950-es években lett igazán ismert, jazz zenészek, mint például Jimmy Smith kezdték használni az orgona egyedi hangzását a zenéjükben. A 60-as, 70-es években a Hammond orgona fontos szerephez jutott az akkori hard és progresszív rockban: Deep Purple, Uriah Heep, Vanilla Fudge, Emerson, Lake and Palmer, Pink Floyd, Yes, Genesis.

## Legendás iskolateremtő Hammond-orgonisták, a műfaj mérföldkövei
- Fats Waller – Thomas Wright Waller (1904.V.21. – 1943.XII.15.) Az első híres zenész aki jazzt szólaltatott meg és készített felvételt Hammond orgonán.
- Ethel Smith – Ethel Goldsmith (1910.XI.22. – 1996.V.10.) Az első hölgy Hammondon. Általa lett elterjedt hangszer a szórakoztatóiparban.
- Korla Pandit – John Roland Redd (1921.XI.26. – 1998.X.2.) Az első (indiainak álcázott) fekete orgonista, aki megjelenhetett a médiában is az 1940-es évek végétől.
- Lenny Dee – Leonard George DeStoppelaire (1923.I.5. – 2006.II.12.) A médiákban, rendezvényeken ismertette meg a nagyközönséget az orgonával az esztrád műfajban. Ő vezette be a Hammondra annyira jellemző sajátos ritmikus hangerőpumpálós dinamikázási és bendzsós játékstílust.
- Wild Bill Davis – William Strethen Davis (1918.XI.24. – 1995.VIII.17.) A hammondos jazztrió létrehozója, a Hammondra épülő jazz zene megalapítója még swing stílusban, Jimmy Smith megihletője.
- Jimmy Smith – James Oscar Smith (1925.XII.8. – 2005.II.8.) A hangszer legjelentősebb előadója. Több mint 100 lemezen hallható iskolateremtő munkássága. Általa lett közismert és legmagasabb szinten elfogadott hangszer a Hammond orgona és rengeteg későbbi világsztár orgonistának lett az inspirációja.
- Booker T. Jones – (1944.XI.12. – ) A jazz, blues és korai rockzene legjelentősebb iskolateremtő ötvözője, a leghíresebb hammondos riff (Green Onions) szerzője.
- Jon Lord – Jonathan Douglas Lord (1941.VII.9. – 2012.07.13.) Az Artwoods, majd Deep Purple egyik alapítója. Jimmy Smith stílusára épülő játékát klasszikus zenei elemekkel bővítette. Stílusával rock orgonálási iskolát teremtett.
- Keith Emerson – Keith Noel Emerson (1944.XI.2. – 2016.III.11.) Virtuóz progresszív rock orgonista Jack McDuff és klasszikus zenei inspirációval. A The Nice, később az Emerson, Lake and Palmer alapítója és vezetője. Emerson nagy hírnévre tett szert színpadias "hangszerrombolás" terén is.
- Joey DeFrancesco – (1971.IV.10. – 2022.VIII.25.) Gyermekkorától kezdve apja, John DeFrancesco Hammond orgonista irányításával rendkívül aktív, kimagasló tehetségű, legjobbnak mondott művész, trombitás, énekes, szaxofonos, aki saját formációin kívül a leghíresebb jazz-zenészek többségével (Miles Davis, John McLaughlin, Jimmy Smith, David Sanborn...) közös fellépéseken vesz részt. Közel 100 lemezen hallható. Közreműködik több klóntípus fejlesztésében: (Diversi, Numaorgan, Key-B/Viscount/Legend/Soul)
- Cory Henry (1987.II.27.–?) A soul és funk zene megújult, friss változatának megteremtője.

## Magyar Hammond-orgonisták az általuk jellemzően használt elektromechanikus és klón orgonatípusokkal
- Bajzát Zsolt (TEAM, Black Box, Delta) – M3, XB1, XK1, XK3c
- Balázs Patrik (Ayers Rock, Szomorú Péntek, Rock And Roller, Tunyó Emlékzenekar) – E100, P100, XB1
- Balázs Ferenc † (Neoton, Taurus, Korál) – T200, C3
- Beke Márk (Slam, Pataky Művek, Lord) – M102, XK5 Pro, VK8
- Benkő Dávid (PASO, Subtones) – L122, Nord Stage 2, VK7, VK8m
- Benkő László † (Omega) – L100, XB2
- Berdisz Tamás – Oberheim OB5
- Berkó Sándor (Rock Gyár) – T112, XB1, NumaOrgan2
- Bőze Tamás dr. (dr. Rock) – A100
- Cserháti István † (P.Mobil, P.Box 1-2) – M3, M102, Rt3
- Esztergályos Dávid (Mokka Tribute Band, Sipőcz Rock Band) – A100, M3, M100, L100, P100, TR200, Nord C2D
- Fassang László (klasszikus) – C3, Rt3
- Fogarasi János † (Metró, Francy Boland Band, P.Mobil) – M3, C3
- Fuchs László † (HBB) – P100
- Füchsel Tibor (Hit Rock) – M100, VK7
- Gallai Péter † (Piramis, Bikini) – Montarbo, VK8
- Gidófalvy Attila, Gidó (Beatrice, Karthago, Lord) – L100, M100, VR760, VK7, VK8
- Gömöry Zsolt, Göme (Edda) – A100, M100, HX3.5, A3
- Győri János Sámuel (Szikra díjas, alapító: Hermons – első magyarországi keresztyén könnyűzenei csoport 1965.) – E100 + manuálonként MIDI átalakító
- Gyöngyösi Gábor – Legend Solo
- Hegedűs Gábor – M3, DB3
- Horváth Krisztián (B2B3) – A100
- Illés Lajos † (Illés) – A100, L100, X5, XB1
- Jankai Béla (Prognózis, Bulldózer, Boxer, Omega) – B3, XK3, Nord C2
- Kalmár Botond (Ivan & the Parazol) – TTR100
- Kalmár Géza – T100
- Laki Zoltán (Bajnok Rock Team, Gesarol, Ikarus) – TTR100
- Latzin Norbert † (Bergendy) – L100
- Magi Krisztián (Kilele Swing Cats) – M102, Viscount DB5, Nord Stage
- Márkosi József (OrganStation, Nene, Megapolis, Heep Freedom) – C3, C3, M100
- Lerch István (V'73, V Moto Rock) – M100
- Papp Gyula (Mini, Skorpió, Dinamit, Papp-Sárdy nbb, P.Mobil) – A100, L100, Nord C2D
- Ondok Patrik (Dream Evil, Wings of Odin) – A100, C3, Legend Live
- Pataki László (Liversing, Syrius) – M102
- Pénzes Máté (Blahalouisiana, Syrius Legacy) – A100, M3
- Premecz Mátyás (Kéknyúl, Smárton Trió+1, The Qualitons, 4m, Fábián Juli, Litle G Weevil) – A102, BCV3, Electro 6D
- Presser Gábor, Picibá' (Omega, LGT) – L100, AB3, Tehtube's B3
- Rinyu Ferenc (Emberdzsemm) – M3, Nord C1, Key-B Solo, Tehtube's B3, VB3m
- Steiner Martin – L100, Polymoog Keyboard 280a
- Soós Norbert, Dezsi (Renegod, Médium, Cry Free) – M3, C3
- Sproha Ferenc – H100, M3, Viscount Legend
- Szabó Krisztián (Pandora's Box) – L100, XB2, VK8
- Szabó Péter (P.Mobil) – A100, M3, XK2, XB2
- Szabó Zsolt, alias Tehtube (Főnix, Sonia és ***, Ingajárat) – A100/1961,1965, Viscount Legend Soul261, Legend ONE61, Tehtube's B3, VB3m
- Szabó Zsolt (AG Weinberger) – A101, A100, P100, VK8, Nord Stage
- Szász Dávid (Mandrake Moon) – M102
- Tunkli Mihály (Artons) – A102, Hamichord, OB5
- Vas Bence (Organism) – A100, model A
- Varga Zorka – M100
- Zádor Dénes (Kedélyes urak) – A100, Hammond SK Pro
- Zeffer András, Zefi (P.Mobil, TRB, RockBand, Mobilmánia) – L100, A100, VK8